# セリア郡
セリア郡（セリアぐん、Seria）は、ブルネイ・ダルサラーム国ブライト地区にある郡である。面積は約169km2。ブライト地区の北西部に位置し、郡の北部は南シナ海に面する。東はリアン郡、南東はラビ郡、南はクアラ・バライ郡、西はクアラ・ブライト郡と接する。
人口はおよそ27,000人で、マレー人や中国人を含む多様な民族から成る。セリア郡にあるセリア町には、グルカ族と呼ばれるネパール人の共同体があり、イギリス陸軍のグルカ兵の旅団を成す。イギリス陸軍は1960年代からセリアに2か所駐屯しており、メディシナライン（Medicina Lines）とタッカーライン（Tuker Lines）の名で知られる。
2007年3月に、2006年3月12日の選挙で当選したジャマリ・リナップ（Awang Haji Jamail bin Haji Linap）が郡長（Penghulu）に就任した。ジャマリ・リナップは、セリア町の隣にあるクアラ・ブライト郡クアラブライト町で、2010年12月のクリスマスを前にして開かれたカラオケ大会にゲストとして招かれた。

## 町村
セリア郡にはセリア町という町が1つだけあり、後は村（kampong）である。
セリア地域
- アンドゥキ村（Anduki）
- ジャバン村（Jabang）
- スンガイ・ベラ村（Sungai Bera）
- セコラー・ミッション村（Sekolah Mission）
- セリア町（Seria）
- パナガ村（Panaga）
- バル村（Baru）
- ペラコン村（Perakong）
- ペルピンダハン・バル村（Perpindahan Baru）
- マスジッド村（Masjid）
- ミリタリー・エリア村（Military Area）
- ローロン・ティガ・セラタン村（Lorong Tiga Selatan）

バダス地域
- バダス村（Badas）

## 地形
- ブライト川（Belait River）：ブルネイ最長の河川。

## 主な施設
- アンドゥキ飛行場：アンドゥキ村
- ジュビリー・レクリエーション公園（Jubilee Recreation Park）：アンドゥキ村
- バダス浄水場（Badas Water Treatment Plant）：バダス村。ブライト川から揚水し、水道水をブライト地区の沿岸部の町村に供給している。
- セリア油田（Seria Oil Field）：セリア町。ブルネイ最古の商業油田。
- セリアバイパス（Seria Bypass）
- イギリス陸軍ブルネイ駐屯地（British Military Garrison Brunei）